# Tramwaje w Hendaye
Tramwaje w Hendaye − zlikwidowany system komunikacji tramwajowej we francuskim mieście Hendaye, działający w latach 1906−1936.

## Historia
Tramwaje w Hendaye uruchomiono w lipcu 1906. Na 3 km linii eksploatowano początkowo tramwaje parowe. Do obsługi linii posiadano 2 lokomotywy parowe. Tramwaje elektryczne w Hendaye uruchomiono 15 sierpnia 1908. Tramwaje kursowały po torach o rozstawie szyn 1000 mm. Do obsługi linii dysponowano 3 wagonami silnikowymi i 3 doczepnymi. 29 lutego 1924 linia została zakupiona przez spółkę Compagnie des Voies Ferrées Départementales du Midi (VFDM). Linię zlikwidowano 30 grudnia 1936. 